# Rini Dado
Catharina Gerarda Maria (Rini) Dado (Brunssum, 16 januari 1955) is een Nederlandse kunstenaar, die zich sinds 1979 bezighoudt met beeldhouwen en tevens actief is als edelsmid en sieraadontwerper. Zij studeerde aan de Stadsacademie Maastricht en postacademisch aan de Hogeschool voor de Kunsten Utrecht. Haar onderwerpen zijn figuren, naaktfiguren en abstracte afbeeldingen. Haar monumentale werk is te zien in zowel openbare ruimten als in plaatselijke opdrachten alsook in verzamelingen in ongeveer 10 landen buiten Nederland.